# UFC Fight Night: Assunção vs. Moraes 2
UFC Fight Night: Assunção vs. Moraes 2 (conosciuto anche come UFC on ESPN+ 2 oppoure UFC Fight Night 144) è stato un evento di arti marziali miste tenuto dalla Ultimate Fighting Championship il 2 febbraio 2019 al Centro de Formação Olímpica do Nordeste di Fortaleza, in Brasile.

## Risultati
|                          | Divisione                       |                          |                          |                          | Metodo                                      | Round                    | Tempo                    | Premio                   |
| Card Principale (ESPN +) | Card Principale (ESPN +)        | Card Principale (ESPN +) | Card Principale (ESPN +) | Card Principale (ESPN +) | Card Principale (ESPN +)                    | Card Principale (ESPN +) | Card Principale (ESPN +) | Card Principale (ESPN +) |
| ------------------------ | ------------------------------- | ------------------------ | ------------------------ | ------------------------ | ------------------------------------------- | ------------------------ | ------------------------ | ------------------------ |
|                          | Pesi gallo                      | Marlon Moraes            | batte                    | Raphael Assunção         | Sottomissione (ghigliottina)                | 1                        | 3:17                     | POTN                     |
|                          | Pesi piuma                      | José Aldo                | batte                    | Renato Moicano           | KO tecnico (pugni)                          | 2                        | 0:44                     | POTN                     |
|                          | Pesi welter                     | Demian Maia              | batte                    | Lyman Good               | Sottomissione (rear-naked choke)            | 1                        | 2:38                     |                          |
|                          | Pesi leggeri                    | Charles Oliveira         | batte                    | David Teymur             | Sottomissione (anaconda choke)              | 2                        | 0:55                     | POTN                     |
|                          | Pesi mediomassimi               | Johnny Walker            | batte                    | Justin Ledet             | KO tecnico (manrovescio e pugni)            | 1                        | 0:15                     | POTN                     |
|                          | Catchweight femminile (55,8 kg) | Lívia Renata Souza       | batte                    | Sarah Frota              | Decisione non unanime (28-29, 29-28, 29-28) | 3                        | 5:00                     |                          |
| Card Preliminare (ESPN+) |                                 |                          |                          |                          |                                             |                          |                          |                          |
|                          | Pesi medi                       | Markus Perez             | batte                    | Anthony Hernandez        | Sottomissione (anaconda choke)              | 2                        | 1:07                     |                          |
|                          | Pesi mosca femminili            | Mara Romero Borella      | batte                    | Taila Santos             | Decisione non unanime (29-28, 28-29, 29-28) | 3                        | 5:00                     |                          |
|                          | Pesi welter                     | Thiago Alves             | batte                    | Max Griffin              | Decisione non unanime (29-28, 28-29, 29-28) | 3                        | 5:00                     |                          |
|                          | Pesi massimi                    | Jairzinho Rozenstruik    | batte                    | Júnior Albini            | KO tecnico (calcio alla testa e pugni)      | 2                        | 0:54                     |                          |
|                          | Pesi piuma                      | Geraldo de Freitas       | batte                    | Felipe Colares           | Decisione unanime (30-27, 30-27, 30-26)     | 3                        | 5:00                     |                          |
|                          | Pesi gallo                      | Said Nurmagomedov        | batte                    | Ricardo Ramos            | KO tecnico (calcio a giro al corpo e pugni) | 1                        | 2:28                     |                          |
|                          | Catchweight (57,6 kg)           | Rogério Bontorin         | batte                    | Magomed Bibulatov        | Decisione non unanime (29-28, 28-29, 29-28) | 3                        | 5:00                     |                          |

## Premi
I lottatori premiati ricevettero un bonus di 50.000 dollari.
Legenda:
- FOTN: Fight of the Night (vengono premiati entrambi gli atleti per il miglior incontro dell'evento)
- POTN: Performance of the Night (viene premiato il vincitore per la migliore performance dell'evento)